# 文化马克思主义阴谋论
文化马克思主义是一种极右翼反犹主义阴谋论，该阴谋论误传称，法兰克福学派应为当代进步主义运动、身份政治和政治正確负责；宣称存在一场持续的、正在颠覆西方社会的文化战争，战斗方式是破坏古典保守主义的基督教价值观，并以1960年代以来的自由主义思潮取而代之，最终动摇西方文化的根基。
这一阴谋论与纳粹的政治宣传用语“文化布尔什维克主义”有诸多相似之处，但一般认为该阴谋论仅能追溯到20世纪90年代的美国（摘要），在21世纪10年代进入主流舆论圈并得以在全球范围内传播。现如今，文化马克思主义阴谋论得到了右翼政治家、原教旨主义宗教领袖、主流出版界及电视界政治评论家及白人至上主义恐怖分子的推广，并被称作“另类右翼世界观的根基”。学术界对该阴谋论做出分析并认为该阴谋论没有事实基础，也没有任何实际上的学术倾向可以为其作证。

## 背景

### 法兰克福学派

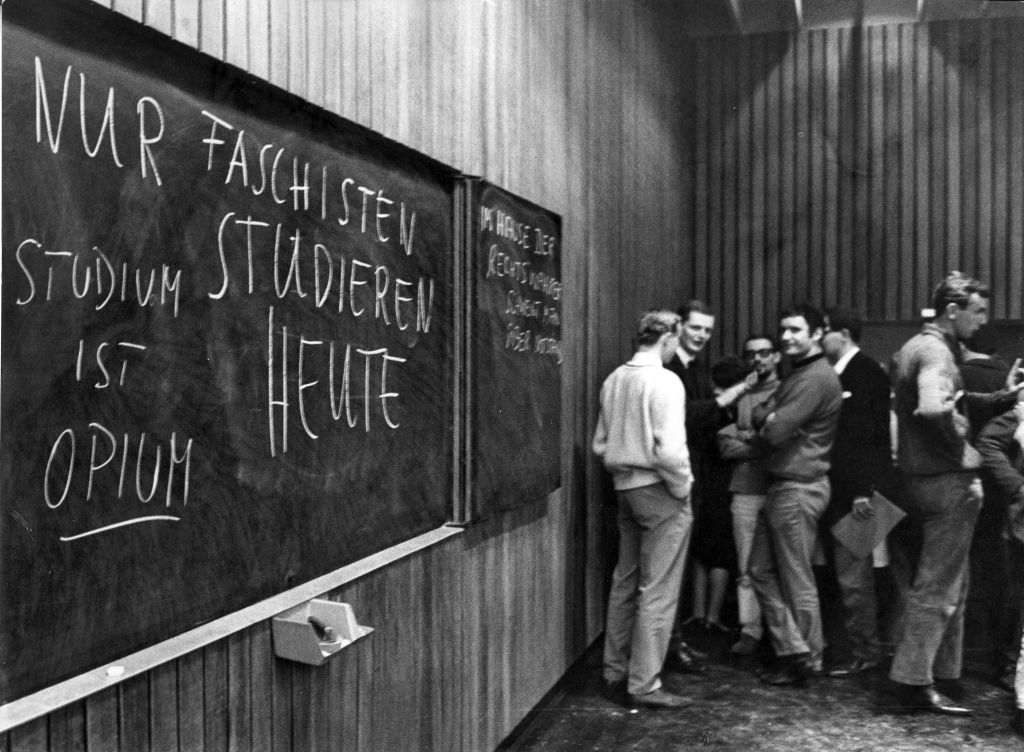
德国学生在1968年的抗议活动中占据一间教室的情景，当时学生的抗议运动受到了法兰克福学派特别是赫伯特·马尔库塞的影响。黑板上的标语为“学习是鸦片”及“只有法西斯今天才学习”

在阴谋论的用法之外，“文化马克思主义”一词偶尔也被学者用来指代有关精英群体如何利用文化生产来维持其统治地位的学术研究领域。但一般没有人会自称“文化马克思主义者”，有时这个词也被作为法蘭克福學派发明的“批判理論”一词的同义词。“批判理论”一词最初就是用作马克思主义的委婉词。更一般地说，俄罗斯以外，将马克思主义思想重点从经济学转到文化上的西方马克思主义被称作“文化马克思主义”。
1922－1923年间，包括费利克斯·威尔、卡尔·科尔施和卢卡奇·格奥尔格在内的一批西方马克思主义者在法兰克福成立了社会研究中心。他们主要研究的主题是为何1918年的11月革命会以失败告终，在经济方面他们使用了马克思的经济学理论，但在社会和文化方面他们使用了其他的思路，比如西格蒙德·弗洛伊德的一些理论。1929年前后，麥克斯·霍克海默正式开创了法兰克福学派，除了社会研究中心的一批学者外，外界的一些学者也加入了法兰克福学派。之后几年里，霍克海默意识到了纳粹主义的危险，并于1935年将研究所迁到了纽约的哥伦比亚大学。此后，法兰克福学派着力于研究極權主義，以免像纳粹这样的极权国家卷土重来。麥克斯·霍克海默和狄奧多·阿多諾合著的《启蒙辩证法》及赫伯特·马尔库塞的《爱欲与文明》中皆从马克思主义劳动理论和弗洛伊德精神分析角度分析了文化工業。他们担忧大眾媒體会向民众灌输虛假意識，阿多诺就这一点提出了威权人格一词，用来解释为什么自由民主制度下的人民依然容易卷入法西斯运动中。
二战后，阿多诺和霍克海默回到了德国，法兰克福学派的核心转移到了以于尔根·哈贝马斯等人为首的第二代学者身上。马尔库塞则留在了美国，成为了与新左翼有关的争议性人物。马尔库塞有关压抑性容忍的论述，以及他对安吉拉·戴维斯和魯迪·杜契克等学生的指导使得他在非裔美國人民權運動和德国六八学运中起到了举足轻重的作用。而与马尔库塞相反，大多数法兰克福学派人士尽量避免参与新左翼的活动，例如哈贝马斯就建议学者们采用“冬眠政策”。随着20世纪70年代新左翼的衰落，法兰克福学派曾采用的批判性教學逐渐主导了美国高等教育界，这套理论也招致了20年后有关政治正確的一系列争论。

## 阴谋论
欧陆反动主义者在1960年代保守派对抗自由派和马克思主义者的文化战争失败后从主流保守主义分裂而出，形成了批判当代社会并尝试扭转文化价值的松散的知识分子群体，新右派。在21世纪初的美国，也出现了对传统保守主义和自由主义的类似不满情绪：另类右派不满于他们无法通过暴力改变自由主义霸权，并吸收了欧洲新右派的思想，开始关注如何以非暴力方式影响美国社会，使自由主义现状失去合法性，他们批评与西方文化衰落或是受流行文化影响的事务，并声称这是资本主义和他们称之为“文化马克思主义”勾结的结果。
阴谋论者声称一小批马克思主义精英分子和法兰克福学派学者正在颠覆西方社会。尽管他们引述的一部分理论确实被西方马克思主义者使用，但是他们仍被认为严重夸大其词。

### 米歇尔·明尼希诺与拉罗奇运动
米歇尔·明尼希诺1992年出版的《新黑暗時代﹕法蘭克福學派和「政治正確」》一书标志着当代文化马克思主义阴谋论的兴起。明尼希诺认为，由于放弃了犹太教-基督教和文艺复兴时期的理念，20世纪下半叶的美国已进入“新黑暗时代”。他在书中宣称基督教和文艺复兴时期的理念已经被“丑陋暴政”的现代艺术所取代，并将此归咎于一个所谓在美国灌输文化悲观主义的阴谋，由卢卡奇·格奥尔格、法兰克福学派和媒体精英人物分三阶段进行。

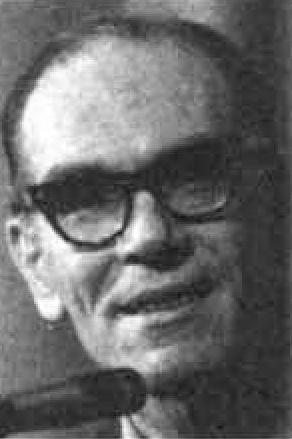
1976年时的林登·拉罗奇

明尼希诺认为，法兰克福学派有两条毁灭西方文化的途径。其一，是狄奧多·阿多諾和瓦尔特·本雅明的文化批判理论，通过艺术和文化传播馬克思的異化論，并用社会主义取代基督教：具体而言，是通过舆论调查及宣传洗腦控制大众；其二，是赫伯特·马尔库塞和埃里希·弗罗姆颠覆父權的女权、性解放、多形變態运动。明尼希诺还认为法兰克福学派应该为1960年代反文化运动及“迷幻药物革命”负责，因为他们通过分发迷幻药物以提倡性变态和淫乱。
明尼希诺的理论大多来自于他早年参与的拉罗奇运动。该运动得名自林登·拉罗奇，他自1974年开始不断地发表关于法兰克福学派的阴谋论，并指称赫伯特·马尔库塞和安吉拉·戴维斯效力于反情報計劃。文化马克思主义阴谋论的部分元素来自1970年代至1980年代间该运动的杂志《執行策略評論》。
2011年挪威爆炸和枪击事件发生后，明尼希诺公开否定了他自己的诸多论述，写道：“我仍然愿意认为我的一些研究是有效且有用的。但是，我非常清楚地看到，整个运动——尤其是运动得到的结论——由于自我审查和希望以某种方式支持拉罗奇先生的疯狂世界观而无可救药地变形了”。

### 保罗·韦里奇和威廉·林德
1998年，保罗·韦里奇在西维塔斯研究所举办的保守派领导会议上直接将文化马克思主义与政治正確等同。保罗·韦里奇在会上表示：“我们已经输掉了文化战争”，“我们要遵循的合适策略是，研究如何将我们自己与那些被‘政治正确’的意识形态，及我们传统文化的其他敌人所俘获的机构分开”。
韦里奇指示威廉·林德为自由国会研究与教育基金会撰写文化马克思主义的历史，并在文中将文化马克思主义定义为“西方马克思主义的一种……也称作‘多元文化主義’，或者更不正式的称为政治正确”。在林德的演讲“政治正确的起源”中，林德表示：“如果我们用分析的眼光看待它，如果我们历史的眼光看待它，我们很快就能发现它到底是什么。政治正確就是文化马克思主义。它将马克思主义从经济术语转化为文化术语。这种东西并不起源于1960年代的嬉皮士或者和平运动，而是起源于第一次世界大战。如果我们将政治正确的基本原则与古典马克思主义进行比较，会发现两者间存在明显的相似之处”。
林德分析称，卢卡奇和葛兰西致力于颠覆西方文化，因为西方文化是马克思主义中无产阶级革命的阻碍。根据林德的说法，麥克斯·霍克海默领导下的法兰克福学派主要使用四种策略消灭社会抑制（并摧毁西方文化）：首先，霍克海默的批判理论破坏传统家庭和政府机构的权威，将社会分割为弱势群体和压迫者两个对立群体；其次，阿多诺提出的威权人格和法西斯量表被用来指责普通右翼美国人的观点与法西斯主义类似；再次，多形變態这一概念本身通过提倡自由恋爱主义和同性戀来破坏西方文化，林德还补充说赫伯特·马尔库塞认为“一个由黑人、学生、女性主義妇女和同性恋者组成的联盟”将是1960年代文化革命的先锋队；最后，马尔库塞提出的压抑性容忍被林德解读为让右派失语只允许左派发声。林德还表示文化马克思主义是第四代战争。
帕特·布坎南使得旧保守主义者更加地关注韦里奇和林德对阴谋论的解释。热罗姆·雅明称布坎南是这一阴谋论的“思想动力”，安德斯·贝林·布雷维克是阴谋论的“暴力动力”。二者都基于威廉·林德的理论及他的著作《政治正确：一种意识形态的简史》。

### 政治暴力
2011年7月22日，挪威极右翼恐怖分子安德斯·贝林·布雷维克在2011年挪威爆炸和枪击事件中杀死了77人。事件发生前约90分钟，布雷维克向1003人发送了包含他1500页政治宣言《2083：欧洲独立宣言》和一份《政治正确：一种意识形态的简史》拷贝的电子邮件。他在政治宣言中主要讨论了文化马克思主义，并声称“西欧性傳染病流行是文化马克思主义的结果”、“文化马克思主义将穆斯林、女性主义女性、同性恋以及少数群体视为‘美德’，将欧洲的基督教男性视为‘邪恶’”、“斯特拉斯堡的欧洲人权法院被文化马克思主义者控制”。
除布雷维克外，还有一些其他极右翼恐怖分子同样相信文化马克思主义阴谋论。曾计划谋杀工党议员罗西·库珀的英国新纳粹、虐童癖杰克·伦肖在为英國國家黨制作的视频中表示相信文化马克思主义阴谋论。2019年加州犹太教堂枪击案的策划者约翰·T·欧内斯特自称受到白人民族主義启发。在一份在线文档中，欧内斯特表示“文化马克思主义和共产主义的传播是犹太人在背后推波助澜”，因此“每个犹太人都要为精心策划的欧洲人种种族灭绝负责”。
考虑文化马克思主义阴谋论在现实中造成的一系列政治暴力，法学教授塞缪尔·莫恩写道，“‘文化马克思主义’是一种粗暴的诽谤，指的是不存在的东西，但这并不意味着其在现实中毫无影响力——已经有很多人被作为不满和愤怒的替罪羊死去。因此，‘文化马克思主义’不仅是合法不满情绪的可悲抒发，也是一种越来越不正常的致命诱惑”。

## 反犹太主义
作家马修·罗斯认为文化马克思主义与美国新纳粹弗朗西斯·帕克·约基在二战后写的论述之间有相似之处。

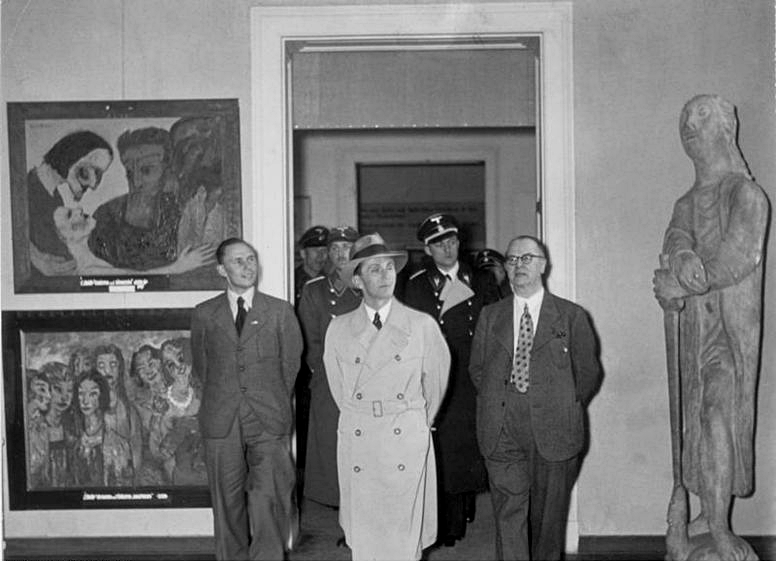
約瑟夫·戈培爾欣赏“頹廢藝術展”的情景。文化马克思主义阴谋论常常被与纳粹反犹主义宣传中的“文化布尔什维克主义”和“頹廢藝術”相提并论

威廉·林德曾在一场纳粹大屠杀否认论的会议上讲述他的论述。
马修·菲尔德曼教授在他2003年出版的《法西斯主义与文化》一书中认为，“文化马克思主义”一词源自反犹太主义用语“文化布尔什维克主义”，纳粹借此声称犹太人的文化影响造成了魏瑪共和國自由制度下的德国社会堕落，且同样是西方社会堕落的原因。马克西姆·杜弗尔在他2020年出版的《伟大的模因战争：另类右翼及其五花八门的敌人》一书中提出了类似的观点。
在《文化马克思主义与大教堂：另类右翼看待批判理论的两种角度》一文中。安德鲁·伍兹注意到，类似将文化马克思主义与文化布尔什维克主义做比较是分析阴谋论中反犹太含义的最常见方式，不过他不认为文化马克思主义只是文化布尔什维克主义的现代迭代，而称其更多的是“鲜明的、美国式的”反犹太主义:47。哲学家斯拉沃熱·齊澤克认为，“‘文化马克思主义’一词与反犹太主义中‘犹太人的阴谋’在结构上相仿：二者均是将社会经济生活中的内在对立投射（或转化）到一个外部原因上；保守的另类右派痛惜我们日常生活中道德规范的解体（女性主義、对父權的攻击及政治正確等），因此必须为其找到一个外部原因——因为对他们来说，这些东西不可能从我们社会自身的对立和紧张中产生”。

### 在另类右翼圈子中的传播
在《漫游者》2008年12月的〈法兰克福学派：腐化的阴谋〉一文中，蒂莫西·马修斯称法兰克福学派是“撒但的杰作”，并称其试图发动“文化战争”，这篇文章具体称法兰克福学派试图：
1. 创造种族主义犯罪这一概念
2. 不断自我转变以制造混乱
3. 向儿童传授性及同性戀相关的知识
4. 破坏学校和教师的权威
5. 通过外來移民破坏美国的国族认同
6. 提倡过度饮酒
7. 使教会空洞化
8. 制造对犯罪受害者有偏见的、不可靠的法律体系
9. 造成人们依赖国家和国家福利
10. 控制并愚弄媒体
11. 鼓动家庭破裂

尽管这份列表中所称的行为与任何学术运动之间都缺少具体的联系，但阴谋论者仍利用马修斯的指控，在右派和極右派新闻媒体以及Stormfront等另类右派的互联网论坛上宣传文化马克思主义阴谋论。

### 猶太裔支持者
部份猶太人支持陰謀論，包括舊保守主義政治哲學家保羅·戈特弗裏德曾是赫伯特·马尔库塞的學生（他不同意馬爾庫塞所持有的觀點），並且編輯學術期刊《目的》。在戈特弗裏德的任期內，《目的》持有極右觀點，對卡爾·施米特和阿兰·德·伯努瓦有正面的評價。戈特弗裏德影響了理查德·斯賓塞，后者被稱爲另類右翼的“教父”。他爲威廉·林德辯護，反對对“文化馬克思主義”帶有反猶太主義色彩的指控。戈特弗裏德被認爲是反動的，並且質疑政治平等的價值。戈特弗裏德將文化馬克思主義定義爲“一個特定的變革運動，結合了馬克思主義社會主義的一些元素，並呼籲性和文化革命”。然而，他說，“文化馬克思主義”一詞並不理想，因爲與馬克思主義的聯繫并不明显。戈特弗裏德寫道，法蘭克福學派的影響在現代左翼政治中仍然存在，主要表現為將右翼與法西斯主義混爲一談的傾向。
其他猶太裔支持者包括拉爾夫·德·託萊達諾、安德魯·布賴特巴特、班·夏皮羅、大衛·霍洛維茨和斯蒂芬·米勒。支持陰謀論的猶太人通常更傾向於古保守主義（古保守主義是戈特弗裏德創造的一個術語）而不是新保守主義。馬丁·傑伊稱陰謀論的猶太支持者數量“令人感到困惑和不安”。

## 分析
社會學家茱莉亞·勒克斯和約翰·戴維·約但認爲，陰謀論可以分爲以下關鍵要素：“厭惡女性主義的反女權主義，新優生科學（廣義上定義爲各種形式的基因決定論），基因和文化上的白人至上主義，麥卡錫主義的反左派主義專注於後現代主義，激進的反智主義應用於社會科學，以及認爲需要清洗才能恢復正常的觀點。”他們接著說，所有這些專案都“得到了具有極其可信的教育背景的知識份子、政治家和媒體人物的支持、傳教和學術支援”。
在2009年出版的《对抗仇恨：一个非政府组织的策略》一书中，政治科学家海迪·拜尔里奇称文化马克思主义理论妖魔化了保守主义的“厌恶之物”，比如女性主義、LGBT權利運動、世俗人文主义、多元文化主義、性教育、环保主义、外來移民和黑人民族主义。
賈敏描述陰謀論的靈活性被用作服務於具有不同敵人的不同團體的修辭目的：
除了文化馬克思主義陰謀論的全球維度之外，還有其創新和原創的維度，這使得其作者避免種族主義話語，並且假裝自己是民主的捍衛者。因此，與擁有類似的性質的具有舊風格的理論如那些涉及共濟會、巴伐利亞光明會、猶太人，甚至華爾街銀行家的理論相比較，文化馬克思主義是創新的。林德、布坎南和佈雷維克認爲，威脅並非來自移民或猶太人，因爲他們自己就是移民或猶太人。對林德來說，威脅來自共產主義意識形態，它被認爲是自由和民主的威脅，與不同的威權政治體制（俄國、中國、柬埔寨、古巴等等）有關。對布坎南來說，威脅來自無神論、相對主義和硬資本主義（hard capitalism），當它們結合在一起時，就會把人民和國家變成一羣不受控制的、被疏遠的消費者。對佈雷維克──一個自我灌輸的獨狼來説，危險來自伊斯蘭教，一個被視爲極權主義意識形態的宗教，威脅着西歐的自由民主，以及它的猶太教-基督教傳統。林德、布坎南和佈雷維克都刻意避免公開的種族主義。
文學學者亞侖·漢倫說：“文化馬克思主義陰謀論支持者的目標是（現在也是）不給批判理論一個當前的解釋，而是推進一個保守的美國自由主義版本，反對全球陰謀論的替罪羊。”“簡而言之，對於那些用‘批判理論’發出社會主義威脅自由主義的信號的人來說，批判理論所提供的不僅是與馬克思主義思想的聯繫，而且是一個用來推進新自由主義政治的稻草人。”
在2020年他的論文《反啓蒙辯證法》的附錄中，馬丁·傑伊寫道，陰謀論的持久流傳需要更深入的分析，而不是簡單的嘲笑。他建議研究的出發點是法蘭克福學派對威權人格的分析以及右翼對這一思想的接受。從明尼奇諾的文章一開始，陰謀論就將威權人格概念視爲宣揚政治正確性的工具。通過將政治承諾病態化爲一種精神疾病，獨裁人格概念否定了個人能動性和改變的可能性。弗洛姆、哈貝馬斯和彼得·E·戈登等人對這一趨勢提出了警告。然而，陰謀論從法蘭克福學派的各種戰後政府資金來源得出毫無根據的推論，極大地誇大了阿多諾對政府政策的影響力。儘管如此，自2016年以來，獨裁人格量表一直被用於反對民粹主義和另類右翼。傑伊的結論是，“太快地將他們的政治病態化，並將他們納入理論範疇，剝奪了他們任何批判性的自我反省或改變他們的觀點或行爲的能力，這會適得其反。”
哲學教授馬修·夏普的作品《對話》指出：“在過去的四十年裡，馬克思主義思想在學術界相對衰落。它的影響已經被‘後結構主義’（或‘後現代主義’）思想家如雅克·德里達、米歇爾·福柯、朱迪思·巴特勒和吉爾·德勒茲取代。後結構主義主要得益於以尼采和海德格爾爲首的歐洲‘保守主義革命’的思想家。馬克思主義建立在對理性、革命和社會進步的希望之上，而後結構主義思想家則斷然拒絕這種樂觀的“宏大敘事”。後結構主義者和我們的保守派新聞專欄作家一樣關注文化。但他們對同一性和差異性的分析挑戰了馬克思主義賦予經濟學的主導地位，就像他們反對自由或保守思想一樣。”
记者奇普·贝莱在《集体主义者、共产主义者、劳工老板和叛国：茶党作为右翼、民粹主义的反颠覆恐慌》论文中认为文化战争阴谋论已经成为了共和党内茶党运动意识形态的根基。作为一个自我认同为右翼的运动，茶党声称他们正在遭受与前几代白人民族主義者所遭受的相同的文化颠覆。贝莱认为，各地经济精英的民粹主義言论鼓动了反颠覆恐慌，大量的白人中产阶级选民被骗入不平等的政治联盟，试图保证他们不发生阶级滑落；此外，通过宣传愛國主義、自由意志主義、传统基督教价值观和排外主義，各地的集體主义者、共产主义者、勞工運動家、非白人公民和移民成为了自由市场资本主义失败的替罪羊。